# Нижняя Хабирутта
Нижняя Хабирутта — река в России, протекает по Ямало-Ненецкому АО. Устье реки находится в 175 км по правому берегу реки Хадуттэ. Длина реки составляет 48 км.

## Притоки
- 14 км: Нохояха (пр)
- 23 км: Някъяха (пр)

## Данные водного реестра
По данным государственного водного реестра России относится к Нижнеобскому бассейновому округу, водохозяйственный участок реки — Пур, речной подбассейн реки — подбассейн отсутствует. Речной бассейн реки — Пур.
Код объекта в государственном водном реестре — 15040000112115300062927.